# 哈查帕塔山
16°6′0″S 68°13′11″W / 16.10000°S 68.21972°W
哈查帕塔山（Jach'a Pata），是玻利維亞的山峰，位於該國西部拉巴斯省的拉雷卡哈省，屬於安第斯山脈中玻利維亞瑞阿爾山脈的一部分，海拔高度4,940米。